# Сингапурский художественный музей
Сингапурский музей искусств (англ. Singapore Art Museum, кит. 新加坡美术馆) — музей современного искусства Сингапура. Музей владеет крупнейшей коллекцией художественных произведений Юго-Восточной Азии и постоянно пополняемой коллекцией произведений мировых авторов.

## История
Музей основан в 1995 году, но официально открылся для публики 20 января 1996 года. Он стал одним из первых художественных музеев Юго-Восточной Азии, соответствующих международному уровню.
Музей, изначально названный Музеем изящных искусств, стал результатом проекта Национального музея по созданию музейного округа. В округ также вошли Сингапурский исторический музей, Музей азиатской цивилизации, Народный музей и Детский музей. Создание музея началось с реставрации здания Института святого Иосифа. Одновременно 18 июля 1992 года министр информации, культуры и образования Кер Син Це объявил о назначении художника и хирурга Эрла Лю главой Совета музея, состоящего из 11 человек. Совет получил задание начать сбор коллекции известных и начинающих художников Юго-Восточной и Восточной Азии, чтобы заложить основу художественного наследия сингапурцев на долгие века. Лоу Чак Тью, банкир и коллекционер, выступил в качестве консультанта, а Ширли Лу-Лим, заместитель директора Национального музея, заняла кресло вице-председателя совета. Кроме них в совет вошли Ге Мин, Хо Кок Хё, Ли Сен Ти, Артур Лим, Т. К. Сабапати, Саркаси Саид, Сум Йок Кит, Ви Чуи Хен и Яп-Ван Ви Йон.
Реставрация 140-летнего национального памятника заняла более 2 лет и потребовала 30 миллионов сингапурских долларов. Его первым экспонатом стала семиметровая люстра из кристаллов Swarovski весом 325 кг. Её стоимость составила 90 000 сингапурских долларов, а на изготовление ушло более трёх месяцев. Официальное открытие музея состоялось 20 января 1996 года. Ленту перерезал лично премьер-министр Го Чок Тонг. В своей приветственной речи он выразил уверенность в том, что новый музей, наряду с другими четырьмя, поможет Сингапуру сыграть историческую роль центра реэкспорта искусства, культуры, цивилизации и идей для народов всего азиатского региона и остального мира.

## Местоположение
Музей расположен в центре главного торгового района и так называемого «пояса искусств Ватерлоо-стрит», соседствуя с такими крупными центрами театральных и изобразительных искусств, как Nanyang Academy of Fine Arts, LASALLE College of the Arts, Стэмфордский центр искусств, Selegie Arts Centre, Сингапурский центр каллиграфии, YMS Arts Centre, Dance Ensemble Singapore, Sculpture Square, Action Theatre и Школа искусств
До музея можно добраться различными видами транспорта. Возле музея расположено две станции метро.

## Коллекция
В галереях музея находятся картины, скульптуры и инсталляции современных художников Сингапура и Юго-Восточной Азии. Также среди работ есть признанные шедевры из собрания Музея Гуггенхайма. Взяв на себя функции Художественной галереи Национального музея, открывшейся в 1976 году с коллекцией из 93 работ, новый музей получил работы таких местных художников, как Жоржетта Чен, Лю Кан, Чен Чон Сви, Лим Це Пен и Хуань Яо. С 2001 года музей приобретает работы и получает пожертвования из соседних регионов, в том числе коллекцию пополнили произведения таких авторов, как Аффанди Кусума, Хендра Гунаван, Пратуанг Эмджарён, Монтьен Бунма, Андрес Барриокинто, Ле Плололухо и Буй Жуань Пхай.
Музей регулярно принимает гостевые выставки и выступает партнёром в организации международных выставочных проектов вместе с другими азиатскими музеями.